# Tim Anderson
Pour les articles homonymes, voir Anderson.
Timothy Devon Anderson (né le 23 juin 1993 à Tuscaloosa, Alabama, États-Unis) est un joueur d'arrêt-court des Marlins de Miami de la Ligue majeure de baseball.

## Carrière

### White Sox de Chicago
Tim Anderson est le 17e athlète réclamé au total lors du repêchage 2013 de la Ligue majeure de baseball et est le choix de premier tour des White Sox de Chicago.
Il fait ses débuts dans le baseball majeur avec les White Sox le 10 juin 2016. À sa saison recrue en 2016, il frappe 9 circuits, amasse 30 points produits, 57 points marqués et 10 buts volés tout en maintenant une moyenne au bâton de, 283. En revanche, il est retiré 117 fois sur des prises, ne soutire que 13 buts sur balles et affiche une moyenne de présence sur les buts (, 306) peu reluisante. Anderson prend le 7e rang du vote de fin de saison qui désigne la recrue de l'année 2016 en Ligue américaine.